# Електрическа печка
Електрическа печка, на английски: electric stove и на немски: Elektroherd е вид печка с вграден електрически нагревателен елемент и служи за готвене и затопляне на продукти. С този вид печки са заменени в модерното домакинство готварските печки, при които се използват различни видове твърдо гориво (дърва или въглища).

## История
През 1850 г. George B. Simpson създава електрическа печка, като вгражда в плочата на една печка за въглища проводник, който се нагрява от електрически ток. Получава патент на 20 септември 1859 г. за електронагревателя. Първата електрическа печка е представена на Световното изложение в Чикаго през 1893 г. Поради лепсата на ток в повечето домакинства, високата цена и лисата на регулиране на мощността, те не се разпространяват дълго време до средата на 20 век, а се използва основно газовата печка. До 1950 г. електрическата печка си остава луксозна стока. Поради голямата електрическа мощност, необходима за включване на електрическата печка и недостатъчно подходяща електрическа инсталация, на много места тя не може да се наложи като домакински уред.

## Видове
Първите електрически печки са създадени с използването на нагревателна спирала от проводник с голямо специфично съпротивление, която нагрява желязна нагревателна плоча. По-късно е разработен вариант с куха стоманена тръбичка, в средата на която преминава нагревателния елемент. При този вариант нагревателя се навива като спирала, а при нагряването си поради малката обща маса на целия нагревател, загряването се извършва много по-бързо и с по-висока температера.
През 70-те години на 20 век се появяват и първите стъклокерамични плотове. Стъклокерамичния материал на горната плоча има малка топлопроводимост и почти нулев коефициент на терморазширение, но пропуска лесно инфрачервената радиация от нагревателните елементи, които могат да са нагревателни спирали или инфрачервени лампи. При тези физически характеристики нагряването се извършва бързо, остава по-малко остатъчна топлина и се нагрява само мястото на нагревателите, а близките повърхности остават студени.
Третата технология, разработена първоначално за професионалните кухни е идукционното нагряване. В Котлона с индукционно нагряване mосредством електромагнитна индукция се нагряват специални съдове за готвене, които имат масивни феромагнитни основи. Индукционните котлони са високоефективни, което означава, че по-малко топлина се отделя в кухнята и бързо може да се изключи. Лесно се почистват, защото повърхността на котлона не се нагрява и върху него няма изгаряне на продукти от готвенето.

## Техника на безопасност
Електрическата печка за домакински нужди е един от най-мощните битови уреди. Неправилното включване към електрическата мрежа може да доведе до поражения от електрически ток и пожари. Затова се поставят високи изисквания към захахранващите проводници и начина на подвързване вклчително и заземяването. В голяма част от европейските страни се предпочита директно подвързване на проводниците на захранването (без щепсел и контакт). Други изисквания за безопасност са свързани с работата на нагревателните плочи и с боравенето с продуктите, които се приготвят в тях.